# Wijnaendts (geslacht)
Wijnaendts (ook: Wijnaendts van Resandt en Wynaendts gespeld met een "y") is de naam van een oude familie die sinds begin 15e eeuw burgemeesters van Zandwijk en Tiel voortbracht en in 1910 werd opgenomen in het Nederland's Patriciaat.

## Geschiedenis
De stamreeks begint met Wijnand Johansz., geboren rond 1385, vermeld te Tiel 1409-1432, burgemeester van Zandwijk en rentmeester van Tiel, overleden kort na november 1432. Ook zijn kleinzoon en diens nageslacht waren burgemeesters van Zandwijk, Tiel of nog andere plaatsen.
De familie werd in 1910 opgenomen in het Nederland's Patriciaat; heropname volgde in 1965.

## Enkele telgen
Wijnand Johansz., geboren rond 1385, vermeld te Tiel 1409-1432, burgemeester van Zandwijk en rentmeester van Tiel
- Paulus Wijnandsz., geboren rond 1415, gegoed te Tiel, overleden tussen 1448 en 1451
  - Wijnand Paulusz., geboren rond 1444 (-1477), student te Keulen (1464), gegoed te Tiel, burgemeester van Zandwijk; trouwde met Geertruid van den Meervenne, afkomstig uit het Oirschotse patriciërsgeslacht Van den Meervenne. Geertruid was de zuster van Aleid van de Meervenne de vrouw van de bekende schilder Jheronimus van Aken alias Jheronimus Bosch.
  - Johan Paulusz., geboren rond 1447 (-1505), gegoed te Tiel, burgemeester van Zandwijk en Tiel
    - Paulus Jansz., geboren rond 1478 (-1552), schepen en burgemeester van Nijmegen. Uit dit huwelijk stamt het uitgestorven Nijmeegse regeringsgeslacht Paulus, later Pauli genaamd
    - Wijnand Jansz., zich later noemende Wijnand Paulus, geboren rond 1480 (-1564), schepen, burgemeester en rentmeester van Tiel
      - Willem Wijnands van Resant, geboren rond 1515 (-1585), lakenkoper te 's-Hertogenbosch, gegoed te Tiel, gerichtsman van Neder-Betuwe
        - Johan Wijnands van Resant (1546-1613), schepen, substituut-schout en burgemeester van Tiel, gerichtsman van Neder-Betuwe
          - Willem Wijnands van Resant (1588-1624), wijnkoper te Tiel, gerichtsman van Zoelen
            - Aerdt Wijnands van Resant (1622-1688), waard in "de Keijserscroon" te Tiel
              - Jan Wijna(e)n(d)ts van Resandt (1660-1703), wijnkoper, pachter van de impost op de Stedelijke Middelen te 's-Hertogenbosch en van 's Lands Gemene Middelen in de Meierij
                - Wilhelmus Wijnaendts (van Resandt) (1686-1751), wijnkoper
                  - Martinus Wijnaendts (1721-1803), lakenkoper, later wijnkoper
                    - Willem Wijnaendts (1757-1839), kandidaat-notaris en procureur, eigenaar van een brouwerij en een houtzaagmolen te Overschie, schout en maire aldaar
                      - Martinus Anne Wijnaendts (1793-1842), wethouder van Delft, lid gedeputeerde staten van Zuid-Holland, lid van de Tweede Kamer der Staten-Generaal
                        - mr. Willem Wijnaendts (1814-1884), burgemeester laatstelijk van Gorinchem, lid provinciale staten van Zuid-Holland, lid van de Tweede Kamer der Staten-Generaal
                          - Cornelis Jacob Anton Wijnaendts (1841-1921), burgemeester laatstelijk van Overschie en Schiebroek, lid provinciale staten van Zuid-Holland, wethouder van Hilversum
                            - Willem Wijnaendts van Resandt (1873-1954) (naamstoevoeging bij Gouverneursbesluit dd. 25 dec. 1901, nr. 7), genealoog, stamvader van de tak Wijnaendts van Resandt; trouwde in 1896 met Wilhelmina Jacobina Theodora Baud (1879-1967), lid van de familie Baud, zus van de letterkundige Elisabeth Couperus-Baud (1867-1960) en daarmee schoonzus van de schrijver Louis Couperus (1863-1923), dochter van Jan Carel Willem Ricus Theodore Baud en Johanna Wilhelmina Petronella Steenstra Toussaint, lid van de familie Toussaint
                              - Sophia Jeanne Betty (Betty) Wijnaendts van Resandt (1899-1983), kunstschilderes, lerares Duits, Engels en Italiaans; trouwde in 1953 met dr. Hermanus Tiberius Habbema, heer van Nieuwveen en Uiterbuurt (1875-1960)[1]
                              - Louisa Maria Anna (Louky) Wijnaendts van Resandt (1904-1951), pianolerares en componiste; trouwde in 1928 met ds. Andries Martinus van de Laar Krafft (1891-1964), predikant
                              - Willem Wijnaendts van Resandt (1915-2000), genealoog, directeur Centraal Bureau voor Genealogie
                              - Jacob Martinus Anne (Tin) Wijnaendts van Resandt (1922-1944), gesneuveld in Duitse dienst

                            - Hendrik Wijnaendts (1874-1945), generaal-majoor
                            - Jacob Martinus Anne Wijnaendts van Resandt (1878-1962) (naamstoevoeging bij Gouverneursbesluit dd. 18 juni 1907), burgemeester laatstelijk van Wageningen, stamvader van de tweede tak Wijnaendts van Resandt

                          - Willem Martinus Wijnaendts (1849-1919), kolonel Marechaussee, lid gemeenteraad van Zwolle
                            - Willem Wijnaendts van Resandt (1885-1967) (naamstoevoeging bij Gouverneursbesluit dd. 12 sept. 1916, nr. 38), stamvader van de derde tak Wijnaendts van Resandt
                            - mr. Jan Willem Wijnaendts (1892-1985), oud-consul generaal te Rabat; trouwde in 2e echt in 1931 met Catharina Ter Ossipoff prinses Khodjaminassoff (1910-1982)
                              - mr. Henry Wijnaendts (1932), diplomaat; trouwde in 1958 met jkvr Lilian Marina van der Wyck
                                - Alexander Rijn Wynaendts (1960), CEO van AEGON

                        - mr. Martinus Anne Wijnaendts (1824-1885), lid gemeenteraad van Delft, plaatsvervangend kantonrechter aldaar

                      - ds. Cornelis Johannes Wijnaendts (1801-1876), predikant
                        - Maria Geertruida Antonia Emmerica Wijnaendts (1835-1864); trouwde in 1862 dr. Walraven Francken (1822-1894), predikant en publicist
                          - Cornelis Johannes Wijnaendts Francken (1863-1944), filosoof en publicist, kreeg bij K.B. dd. 30 nov. 1889 toestemming zich te noemen en te schrijven Wijnaendts Francken; trouwde in 1897 met Welmoet Dyserinck (1876-1956), journaliste en feministe

                      - Jacob Wijnaendts (1802-1879), burgemeester van Overschie en Schiebroek; trouwde in 1840 met Georgine Wolpheline Françoise List (1811-1868), dochter van minister Frederik Carel List (1784-1868)
                        - Augusta Wijnaendts (1846-1930); trouwde in 1881 met François Pieter ter Meulen (1843-1927), kunstschilder

                      - Willem Wijnaendts (1808-1886), eigenaar van een bierbrouwerij en een houtzaagmolen
                        - Louise Frederike Wijnaendts (1845-1890), secretaresse van het hoofdbestuur van de Nederlandse Vrouwen Vereniging Tesselschade

Geslachten die opgenomen zijn in het sinds 1910 verschijnende genealogische naslagwerk Nederland's Patriciaat. Lijst volgens opgave van het CBG Centrum voor familiegeschiedenis.
A · B · C · D · E · F · G · H · I · J · K · L · M · N · O · P · Q · R · S · T · U · V · W · Y · Z